# نیکی ایکاکس
نیکی ایکاکس (انگلیسی: Nicki Aycox؛ زادهٔ ۲۶ مهٔ ۱۹۷۵ – درگذشتهٔ ۱۶ نوامبر ۲۰۲۲) هنرپیشه اهل ایالات متحده آمریکا بود. از فیلم‌هایی که او در آن بازی کرده‌است، می‌توان به کاملاً غریبه و پرونده‌های مجهول ۲ اشاره کرد.